# Kimilili
Kimilili är en ort och kommun i distriktet Bungoma i Västprovinsen i Kenya. Centralorten hade 41 115 invånare vid folkräkningen 2009, hela kommunen 94 927 invånare.